# Syd Mead
Sydney Jay Mead (n. 18 iulie 1933, Saint Paul, Minnesota, SUA – d. 30 decembrie 2019, Pasadena, California, SUA) a fost un designer industrial cunoscut mai ales pentru designul vehiculelor din filme science fiction precum Blade Runner, Aliens și Tron.

## Lucrări
- 1978: Star Trek: The Motion Picture (designul pentru V'ger)
- 1980: Blade Runner și Tron
- 1983: 2010 (astronava Leonov).
- 1985: Aliens (astronava Sulaco)